# Drissa Ballo
Drissa Ballo (Koulikoro, 28 dicembre 1995) è un cestista maliano.

## Biografia
È il fratello maggiore di Oumar Ballo, anch'egli cestista.

## Carriera
Con il Mali ha disputato i Campionati africani del 2015.